# Повстання у Чечні (1722)
Повстання 1722 року у Чечні сталося через відмову частини чеченців та ендірейців присягнути на вірність Росії. Невдоволення горян було викликане тими самими причинами, що й попереднє повстання 1708 року — дискримінацією горян, великими митами та корупцією адміністрації Терського міста. Не маючи стимулів до торгівлі, горяни створювали озброєні загони і робили набіги на Терки.

## Хід повстання
Реакція російської сторони була передбачувана, тому горяни підготувалися до карального рейду російських військ. Так, мешканці села Ендері (в якому тоді було 3 тисячі дворів) зробили у своєму селі засіки, а сім'ї відправили в гори.
У липні 1722 року до Чечні прибув кінний корпус під командуванням бригадира Ветерані. Корпус складався із трьох драгунських полків чисельністю 2 тисячі осіб та 400 козаків. Коли корпус увійшов до ущелини поблизу Ендері, він був оточений чеченцями та ендірейцями, загальна чисельність яких становила, за деякими оцінками, 5-6 тисяч осіб. Корпус, захоплений зненацька, не міг чинити серйозного опору. Підполковник Наумов зі своїм загоном увійшов до Ендері та повністю його знищив. Згідно з царськими документами, в бою загинули близько 80 драгун.
За наказом Петра I 4 серпня того ж року російською стороною було здійснено нову каральну експедицію. До її складу входили російські війська під командуванням поручика Кудрявцева і загін калмицького князя Аюка-хана, що складав 3700 осіб.
Відповідно до російських джерел:
|  | Калмики справді в тому ж серпні спустошили ендірейців,— і, проссуваючись, як правило, далі меж, відбили баранів, бугаїв і коней не тільки у ендірейського власника Чопала Чопалова, а й у аксайського султана Магмута, людей прихильників Росії. |

Другий рейд призвів до поразки повсталих, які змушені були визнати своє російське підданство. Їм було дозволено повернутися до села Ендері, але заборонялося зводити укріплення біля нього. Аюка-хан, який проявив старанність у придушенні повстання, на додаток до 10 тисяч рублів, наданих йому при організації походу, після закінчення рейду отримав ще стільки ж як винагороду за працю. Після цих подій калмики часто використовувалися для охорони російських поселень та укріплень у регіоні та каральних рейдів углиб Чечні та Дагестану.